# Теплицька Олена Йосипівна
Олена Йосипівна Теплицька – (04.09.1916 – 21.03.1998) – психофізіолог, психіатр, психолог, педагог, доктор медичних наук, професор, майор медичної служби.

## Біографія
Народилась 4 вересня 1916 р. в м. Жмеринка Подільської губернії (нині – Жмеринський район Вінницької області). 
У 1933–1938 рр. – навчання на лікувально-профілактичному факультеті Київського державного медичного інституту. 
У 1938–1941 рр. – навчання в аспірантурі на кафедрі патологічної фізіології Другого Київського державного медичного інституту.
У 1939–1941 рр. – асистент кафедри патологічної фізіології Другого Київського державного медичного інституту.
У 1941–1948 рр. – участь в Другій світовій війні та служба в медичних частинах Радянської Армії: тяжке поранення під час оборони м. Керч; праця в лікарні м. Кемерово (1942); участь у бойових діях на Ленінградському фронті; праця хірурга у фронтовій лікарні (1944); служба на Далекому Сході (1945–1946); служба у частинах Київського військового гарнізону (1946–1948).
У 1948–1950 рр. – старший науковий співробітник Науково-дослідного інституту комунальної гігієни (далі НДІ комунальної гігієни).
У 1950–1952 рр. – завідувач фізіологічної лабораторії НДІ комунальної гігієни.
У 1952–1954 рр. – старший лаборант кафедри патологічної фізіології Київського медичного інституту. 
1954 р. – захист кандидатської дисертації на тему: «Процессы утомления и восстановления при работе групп малых мышц»; здобуття наукового ступеня кандидата медичних наук.
З 1957 р. – працює в лабораторії вищої нервової діяльності в Київській психоневрологічній лікарні імені І. П. Павлова.
У 1954–1962 рр. – референт зарубіжної літератури інституту наукової інформації АН СРСР.
У 1956–1958 рр. – викладач фізіології в Київському медичному інституті.
У 1958–1962 рр. – викладач патології і фізіології Київського медичного училища. 
У 1962–1997 рр. – викладач, доцент, професор кафедр дефектології; олігофренопедагогіки та психопатології; психології Київського державного педагогічного інституту ім. О. М. Горького.
1970 р. – захист докторської дисертації на тему: «Параметры времени двигательных и словесных реакций в экспериментальном исследовании шизофрении»; здобуття вченого ступеню доктора медичних наук.
Померла 21 березня 1998 р.

## Наукова діяльність
Спочатку предметом наукового інтересу О. Й. Теплицької була фізіологія трудової діяльності людини. Зокрема, у кандидатській дисертації «Процессы утомления и восстановления при работе групп малых мышц» дослідивши процеси стомлення та відновлюючий вплив діяльнісного відпочинку представників різних видів ручної праці (машинопис, гра на фортепіано, різновиди ручних процесів на кондитерській фабриці), дійшла висновку, що відновлення працездатності після робочого дня має хвилеподібний характер і залежить від складності рухів, які здійснюються рукою людини, а також від своєрідності виробничої діяльності.
Важливим аспектом наукових досліджень були питання психопатології та психіатрії, зокрема дослідження шизофренії. О. Й. Теплицька вивчала вищу нервову діяльність цієї категорії осіб, відношення свідомого та підсвідомого, нейрохімічні процеси у хворих, механізми та етіопатогенез шизофренії, принципи соціальної адаптації таких хворих, швидкість та часові параметри рухових і вербальних реакцій, дисоціативні прояви шизофренії, поведінка, адаптація та реадаптація, швидкість поведінкових реакцій та патологічних змін шизофренії, експериментально підтверджувались класифікації та деякі погляди вчених на психопатичну особистість.
Продовжуючи науковий пошук у галузі фізіології психічної діяльності людини, О. Й. Тепицька розуміла, що можливості медико-біологічної науки не лише сприяють розкриттю таємниць функціонування мозку людини, а й допомагають лікувати хвороби мозку, сприяють оптимізації навчання[джерело не вказане 1528 днів]. Тому працювала над питаннями: міжпівкулеві відмінності; роль рухових диференційованих реакцій у інтегративній діяльності мозку; вплив словесних подразників на різні ділянки мозку; особистісні і типологічні особливості психічно хворих; навіюваність психопатів тощо.
Експериментально підтвердила концепцію малої психіатрії П. Б. Ганнушкіна щодо патологічних характерів та психопатичних розладів особистості.
О. Й. Теплицька зробила суттєвий внесок у розвиток медичних основ дефектологічної науки. Для вченої характерним було розкриття важливих аспектів дитячої психіатрії, розробка та упровадження в практику ефективних методів профілактики, діагностики, лікування та організації клініко-педагогічної допомоги розумово відсталим дітям. Вивчала особливості вищої нервової діяльності та шляхи розвитку її вищих форм у розумово відсталих дітей; вікові та компенсаторні особливості зорового сприймання; вплив емоцій на сприймання; динаміку компенсації психомоторної активності дітей цієї категорії; координацію цілеспрямованих рухів та розвиток практичної діяльності розумово відсталих учнів; формування логічних категорій у розумово відсталих школярів; досліджувала деякі властивості особистості; розробляла порівняльну клініко-патофізіологічну характеристику деяких генетично зумовлених форм розумової відсталості тощо.
Наукові здобутки О.Й. Теплицької сприяли збагаченню вітчизняної методології вивчення дітей з особливостями психофізичного розвитку та якісному оновленню корекційно-виховного процесу у спеціальних школах України на засадах принципу єдності діагностики та корекції.

### Нагороди
- Орден Великої Вітчизняної війни ІІ ступеню.

Медалі:
- «За перемогу над Німеччиною»;
- «За перемогу над Японією»;
- «50 років Збройних Сил СРСР»;
- «20 років Перемоги у Великій Вітчизняній війні».

### Основні праці
- «Иммоболизация при повреждении периферических нервов». Сборник работ по военной медицине 3-го Прибалтийского фронта. 1945.
- «Физиологическая характеристика разных форм отдых в быту». Врачебное дело. 1951. № 10.
- «Капиллярное кровообращение кожи пальцев при утомлении мышц руки». Вопросы физиологии. 1953. № 3. С. 135-142.
- «Стереотипия коры больших полушарий головного мозга при изучении режима труда и отдыха». Вопросы физиологии.  1954. № 7.
- «Процеси стомлення і відновлення у людини в умовах виробництва». Фізіологічний журнал. 1956. Т. 2, № 5.
- «Влияние центробежных сил, возникших при равномерном круговом движении, на изменение крови белых мышей». Физиология и патология дыхания, гипоксия, и оксигенотерапия. Киев: Изд.-во АН УССР, 1958. С. 186-188.
- «Дослідження працездатності м'язів пальців і кісті пружинним динамографом». Фізіологічний журнал. 1961. №1. С. 147-150.
- «Короткий посібник до практичних занять і демонстрацій з курсу патологічної анатомії». Київ: Держмедвидав УРСР, 1963. 119 с. (у співавторстві).
- «Исследование состояния и развития сложных форм высшей нервной деятельности у умственно отсталых детей». IV расширенная научная конференция по проблемам физиологии: тезисы и рефераты докладов. Кутаиси, 1963. С. 112-114.
- «Стан складних форм вищої нервової діяльності та електричної активності мозку у розумово відсталих дітей». VII з’їзд фізіологічного товариства: тези доповідей. Київ, 1964. С. 411-412.
- «Изменения высшей нервной деятельности при начальной шизофрении». Проблемы патологии высшей нервной деятельности, соматических нарушений, клиники и терапии психозов: тезисы докладов. Киев, 1975. С. 70-73. (соавтор – С. М. Лившиц).
- «Исследование состояния сложных форм высшей нервной деятельности у учащихся вспомогательной школы». Физиология и патология высшей нервной деятельности. Киев: Здоров’я, 1965. С. 118-122.
- «Исследование высшей нервной деятельности и электрической активности мозга у глухих учащихся». Материалы І расширенной научной конференции по проблемам высшей нервной деятельности. Кутаиси, 1966. С. 97-99.
- «Патофизиологическая характеристика диссоциативных проявлений в дебюте шизофрении». Вопросы клиники, патофизиологии и лечения психических заболеваний: тезисы докладов конференции посвященной памяти И. П. Павлова (27 февраля – 1 марта 1966 г.). Луганск, 1966. С. 89-92. (соавтор – С. М. Лифшиц).
- «Значение нейрохронометрических данных изучения шизофрении в дефективном состоянии». Материалы IV съезда невропатологов и психиатров УССР. Киев: Здоров’я, 1967. Т. 2. С. 29-30.
- «Исследование взаимодействия сигнальных систем головного мозга при олигофрении». Высшая нервная деятельность в норме и патологии. Киев: Здоров’я, 1967. Т. 2. С. 207-215. (соавтор – А. И. Селецкий).
- «Исследование абстрактного мышления у детей-дебилов». Пятая научная сессия по дефектологии 27-30 марта 1967 г. : тезисы докладов. Москва, 1967. С. 354-355. (соавтор – А. И. Селецкий).
- «Коррекционно-лечебные мероприятия при заикании». Пятая научная сессия по дефектологии 27-30 марта 1967 г. : тезисы докладов. Москва, 1967. С. 256-257. (соавтори – Н. М. Уманская, Л. Я. Рабичев).
- «Влияние экстрастимуляции на время реакции больных шизофренией». Об актуальных проблемах экспериментального исследования времени реагирования. Тартуский ун-т, 1969. С. 207-209.
- «Значение скорости реагирования в экспериментальном исследовании больных шизофренией». Тартуский ун-т, 1969. С. 52-54.
- «О нарушениях второсигнальных управляющих импульсов при шизофрении». Проблемы психоневрологии. Москва, 1969. С. 425-426.
- «К методологии экспериментального исследования личностных и типологических особенностей психически больных». Проблемы личности: материалы симпозиума. Москва: Изд-во АН СССР, 1969. С. 165-173.
- «Исследование особенностей высшей нервной деятельности учащихся младших классов вспомогательной школы». Обучение и развитие младших школьников: материалы симпозиума. Киев, 1970. С. 349-351.
- «О возможностях развития сложных форм высшей нервной деятельности у детей-дебилов». Вопросы детской неврологии и психиатрии. Киев: Здоров’я, 1971. С. 86-87.
- «О внушаемости психопатов». Материалы IV Всесоюзного съезда общества психологов СССР. Тбилиси, 1971. С. 874. (соавтор – С. М. Лифшиц).
- «Параметры времени двигательных и словесных реакций у больных шизофренией». Материалы IV Всесоюзного съезда общества психологов СССР. Тбилиси, 1971. С. 897.
- «Некоторые экспериментальные обоснования программы реадапации и ресоциализации умственно отсталых учащихся». Тезисы докладов III Всесоюзных педагогических чтений. Москва, 1973. С. 292-293.
- «Клініко-психологічні дослідження неповнолітніх правопорушників». Проблеми виховної роботи по попередженню правопорушень та злочинності серед неповнолітніх: республіканська науково-практична конференція. Львів, 1973. Вип. 1. С. 65-74. (співвтори – Н. А. Беспальчук, С. М. Лішвиць).
- «К отграничению неврозов от дебютов неврозоподобной шизофрении». Неврозы: материалы республиканской конференции невропатологов и психиатров УССР. Харьков, 1974. С. 79-82. (соавтор – С. М. Лившиц).
- «К методологии и методике экспериментального исследования личностных особенностей умственно отсталых учащихся». Седьмая научная сессия по дефектологии: тезисы докладов. Москва, 1975. С. 462-463.
- «Клініко-психологічні дослідження неповнолітніх правопорушників». Педагогічні проблеми виховання неповнолітніх. Київ: Радянська школа, 1976. С. 26-31. (співвтори – Н. А. Беспальчук, С. М. Лішвиць).
- «К методологии экспериментальных исследований формирования личности умственно отсталого ребенка». Изучение личности аномального ребенка: тезисы докладов конференции. Москва, 1977. С. 115-117.
- «Взаимоотношения сознательного и бессознательного при шизофрении». Бессознательное: природа, функции, методы исследования. Тбилиси, 1978. С. 419-424. (соавтор – С. М. Лившиц).
- «Вплив емоцій на сприймання у розумово відсталих школярів». Питання дефектології. Київ, 1980. Вип.13. С. 45-50.
- «Особенности личности детей и подростков с некоторыми генетическими  формами умственной отсталости и их  педагогическая коррекция: методические рекомендации». Киев: РУМК МП УССР, 1981. 35 с. (соавтор Л. А. Булахова).
- «Трудовое обучение во вспомогательной школе». Киев: Радянська школа, 1981. 95 с. (соавторы – В. И. Бондарь, Е. А. Билевич, Г. М. Плешкановская).
- «Психомоторная активность при нарушении психики». Киев: Здоровья, 1982. 176 с.
- «Компенсация психических процессов у детей после частичных резекций мозга в связи с опухолью». Развивающийся мозг: тезисы Всесоюзного симпозиума, Тбилиси 17-19 октября 1984. Тбилиси, 1984. С. 187-188.  (соавторы – Ромоданова А. П., Бродский Ю. С.).
- «Наследственные аномалии развития у детей: методические рекомендации». Киев: РУМК МП УССР, 1986. 43 с. (соавторы – Л. А. Булахова, К. Д. Бойко).
- «Возрастные особенности и компенсация зрительного восприятия у умственно отсталых школьников».  Развивающий мозг: сборник научных трудов. Москва, 1987.  Вып.16. С. 167-169.